# 4. Armee (Wehrmacht)
La 4ª Armata della Wehrmacht (in tedesco: 4. Armee) fu un'armata dell'Esercito tedesco attiva durante la Seconda guerra mondiale che venne creata nel 1939 e fu impiegata nella campagna di Polonia, nella campagna di Francia e sul fronte orientale, dove fu sciolta nell'aprile del 1945.

## Storia

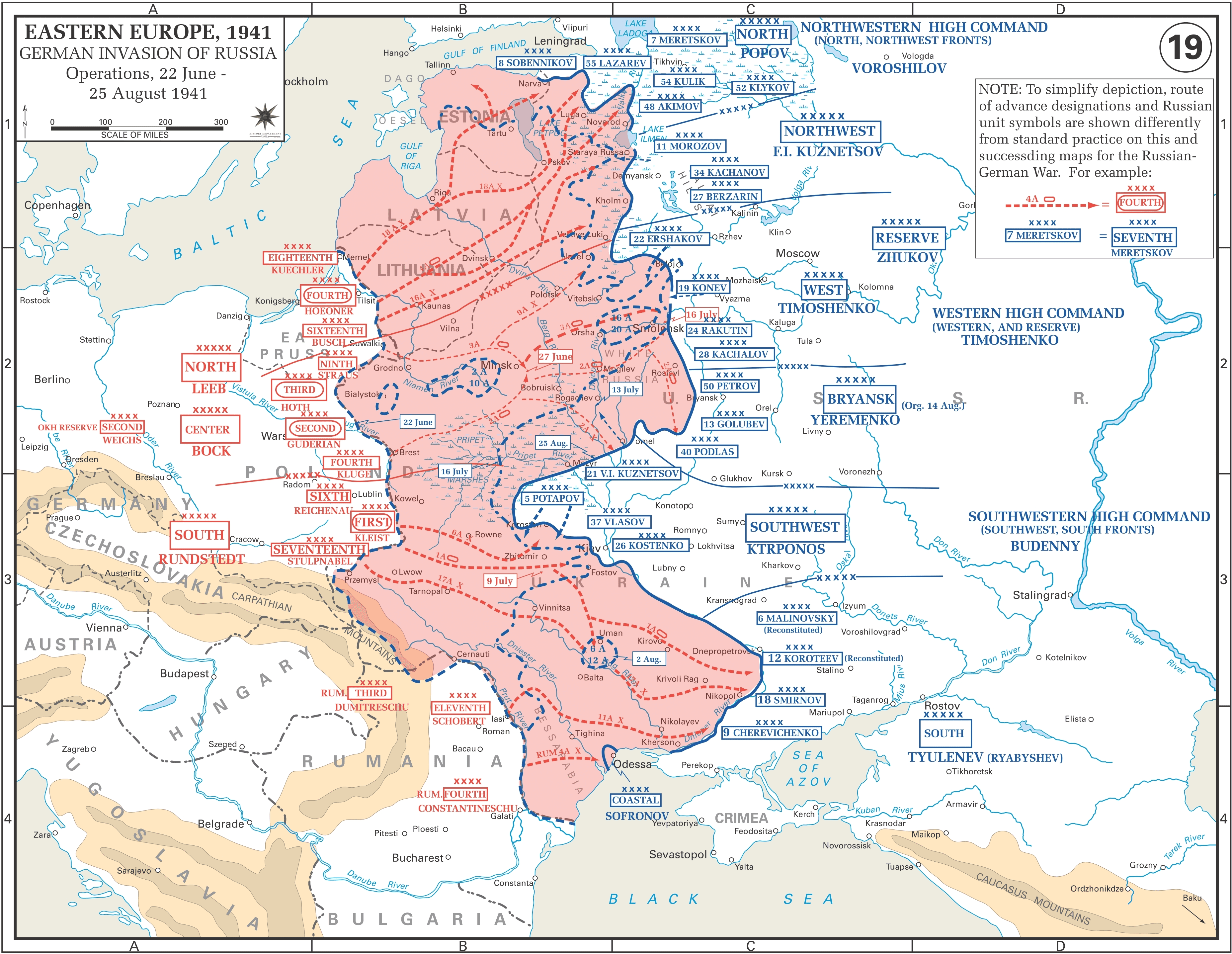
Posizione della 4. Armee all'inizio dell'Operazione Barbarossa.

L'armata fu costituita il 1º agosto 1939 ad Hannover. All'inizio della campagna di Polonia, era subordinata all'Heeresgruppe Nord ed aveva il compito di penetrare nel territorio polacco nella Prussia orientale, combattendo vicino a Graudenz, Varsavia, Wizna, sul Narew, sull Bug, sulla Westerplatte e Hel. Successivamente venne spostata sul fronte occidentale, dove nel maggio 1940 sfondò le fortificazioni del Belgio meridionale e avanzò attraverso Abbeville, le Fiandre e la Somme fino a Brest. Dal 22 giugno 1941 prese parte all'operazione Barbarossa, attraversando il Bug a Brest, Bialystok per poi accerchiare Minsk. Il grosso delle unità motorizzate raggiunse il Dnepr all'inizio di luglio 1941 e dopo averlo attraversato fu impiegata nella battaglia di Smolensk e nell'avanzata sul Desna, dove rimase fino all'inizio della battaglia di Mosca del 2 ottobre 1941. Alla fine di ottobre si trovava tra l'Oka ed il Nara e dopo il fallimento nell'offensiva su Mosca fu colpita dalla controffensiva dell'armata rossa a Maloyaroslavets, Kaluga, Medyn e Juchnov fino al maggio 1942 e le truppe nemiche che avevano sfondato furono poi distrutte. L'armata rimase nell'Heeresgruppe Mitte fino al 25 gennaio 1945, poi fu subordinato all'Heeresgruppe Nord e dopo fu spostata nella Prussia orientale, all'Heeresgruppe Weichsel. Il 27 aprile 1945 il quartier generale dell'armata divenne quello della 21. Armee.

## Ordine di battaglia
4. Armee 1º settembre 1939
- XIX. Armeekorps
- II. Armeekorps
- III. Armeekorps
- 23. Infanterie-Division
- 218. Infanterie-Division
- 207. Infanterie-Division

4. Armee 1º febbraio 1940
- II. Armeekorps
- VIII. Armeekorps
- V. Armeekorps
- XV. Armeekorps

4. Armee 10 febbraio 1940
- II. Armeekorps
- VIII. Armeekorps
- V. Armeekorps
- XV. Armeekorps
- 263. Infanterie-Division
- 12. Infanterie-Division
- 211. Infanterie-Division

4. Armee 9 giugno 1940
- XXXVIII. Armeekorps
- XV. Armeekorps
- II. Armeekorps
- I. Armeekorps

4. Armee 15 dicembre 1940
- XII. Armeekorps
- XXX. Armeekorps
- XXXXIV. Armeekorps
- Höh. Kdo. XXXV

4. Armee 16 marzo 1941
- XII. Armeekorps
- XIII. Armeekorps
- X. Armeekorps
- Höh. Kdo. XXXV
- XXXXIV. Armeekorps

4. Armee 15 settembre 1941
- XXXX. Armeekorps
- LIII. Armeekorps
- IX. Armeekorps
- XX. Armeekorps
- VII. Armeekorps
- XII. Armeekorps
- 10. Panzer-Division

4. Armee 3 febbraio 1942
- XII. Armeekorps
- XIII. Armeekorps
- XXXXIII. Armeekorps
- LVII. Armeekorps
- XXXX. Armeekorps

4. Armee 14 agosto 1942
- XII. Armeekorps
- XXXXIII. Armeekorps
- LVI. Panzerkorps
- Division z.b.V. 442

4. Armee 31 gennaio 1944
- XII. Armeekorps
- XXXIX. Panzerkorps
- XXVII. Armeekorps
- 286. Sicherungs-Division

4. Armee 15 luglio 1944
- VI. Armeekorps
- XXXIX. Armeekorps

4. Armee 31 agosto 1944
- VI. Armeekorps
- XXXXI. Panzerkorps
- XXVII. Armeekorps

4. Armee 16 settembre 1944
- LV. Armeekorps
- VI. Armeekorps
- XXXXI. Panzerkorps
- XXVII. Armeekorps
- XXVI. Armeekorps

4. Armee 5 novembre 1944
- LV. Armeekorps
- XXVII. Armeekorps
- VI. Armeekorps
- Kavalleriekorps
- 21. Infanterie-Division

4. Armee 26 novembre 1944
- LV. Armeekorps
- XXVII. Armeekorps
- VI. Armeekorps
- Kavalleriekorps
- Division z.b.V. 605
- 5. Panzer-Division
- 7. Panzer-Division
- 18. Panzergrenadier-Division

4. Armee 31 dicembre 1944
- LV. Armeekorps
- XXXXI. Panzerkorps
- VI. Armeekorps
- Kavalleriekorps
- Fallschirm-Panzerkorps Hermann Göring
- 5. Panzer-Division[1]

## Comandanti
- Generalfeldmarschall Günther von Kluge (1º agosto 1939 - 19 dicembre 1941)
- General der Gebirgstruppen Ludwig Kübler (19 dicembre 1941 - 20 gennaio 1942)
- General der Infanterie Gotthard Heinrici (20 gennaio 1942 - 6 giugno 1942)
- General der Infanterie Hans von Salmuth (6 giugno 1942 - 15 luglio 1942)
- Generaloberst Gotthard Heinrici (15 luglio 1942 - 1º giugno 1943)
- Generaloberst Hans von Salmuth (1º giugno 1943 - 31 luglio 1943)
- Generaloberst Gotthard Heinrici (31 luglio 1943 - dicembre 1943)
- General der Infanterie Johannes Frießner (dicembre 1943 - gennaio 1944)
- Generaloberst Gotthard Heinrici (gennaio 1944 - 4 giugno 1944)
- General der Infanterie Kurt von Tippelskirch (4 giugno 1944 - 30 giugno 1944)
- Generalleutnant Vincenz Müller (30 giugno 1944 - 7 luglio 1944)
- General der Infanterie Kurt von Tippelskirch (7 luglio 1944 - 18 luglio 1944)
- General der Infanterie Friedrich Hossbach (18 luglio 1944 - 29 gennaio 1945)
- General der Infanterie Friedrich-Wilhelm Müller (29 gennaio 1945 - 16 aprile 1945)
- General der Infanterie Kurt von Tippelskirch (16 aprile 1945 - 27 aprile 1945)[1]